# .nato
.nato je bývalá Internetová doména nejvyššího řádu. Byla zavedena koncem 80. let 20. století organizací NIC pro použití Severoatlantickou aliancí, protože žádná z tehdy existujících domén nejvyššího řádu nevyhovovala jejímu statusu mezinárodní organizace. Nedlouho po uvedení této domény ale organizace IANA zavedla doménu .int pro účely mezinárodních organizací a přesvědčila NATO k užívání adresy nato.int.
Přestože se doména .nato nepoužívala, došlo k jejímu smazání až v červenci 1996.